# Tôn hoàng nhương di
Tôn hoàng nhương di hay Sonnō jōi (尊皇攘夷 Suy tôn vua, xua đuổi rợ), còn gọi là Tôn vương Nhương di (尊王攘夷, tiếng Nhật: そんのうじょうい) là tư tưởng chính trị và cao trào xã hội phổ biến ở Nhật Bản theo khuôn mẫu Tống Nho vào cuối thế kỷ 19 hầu chống lại sự xâm nhập của Tây phương. Đây cũng là khẩu ngữ chống chế độ Mạc phủ vì sĩ dân samurai cho là Mạc phủ đã quá nhu nhược trước yêu sách của các cường quốc Âu Mỹ sau khi Mạc phủ chịu ký Hiệp ước Kanagawa, mở cửa một số hải cảng thông thương với Tây phương.

## Diễn biến

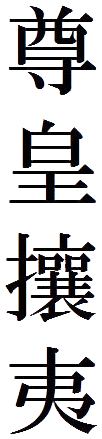
"Tôn hoàng nhương di": chính sách "Suy tôn vua, xua đuổi rợ" của giới sĩ Nho Nhật Bản

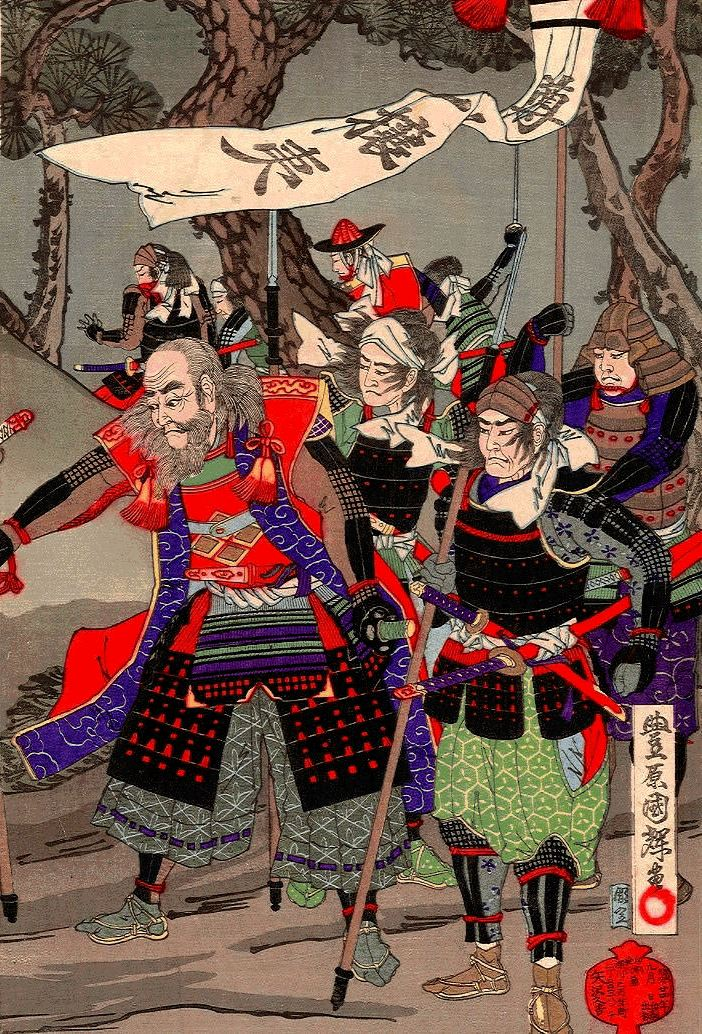
Tranh mộc bản của Utagawa Kuniteru vẽ hình võ sĩ Nhật trương cờ "Sonnō jōi" trong vụ loạn Mito năm 1864

Từ thế kỷ 18, hải thuyền Tây phương đã cập bến Nhật Bản ngày càng nhiều nhưng chính sách của Nhật hoàng là ngăn cấm giao thương. Năm 1854 với chiến thuyền Hoa Kỳ của Đề đốc Matthew C. Perry neo ở vịnh Tokyo, Mạc phủ đành lòng ký Hiệp ước Kanagawa, chính thức chấm dứt đường lối cô lập của triều đình Kyoto. Trong khi đó sĩ phu Nhật Bản không phục, cho rằng Mạc phủ đã bất lực trong việc chống trả với Tây phương, đi ngược với thiên ý của Nhật hoàng là không chấp thuận việc giao thương. Triều thần Yoshida Shōin không những lên án việc Mạc phủ không theo ý vua mà còn kêu gọi dẹp hẳn Mạc phủ để tìm cơ chế khác chấp chính.
Trong khi Mạc phủ tìm cách đối phó và tìm cách hòa hoãn với các ngoại cường thì vua Komei lại xuống chiếu "Tôn hoàng Nhương di" kêu gọi dân chúng phải đánh đuổi người ngoại quốc. Trong các số các chư hầu thì hai phiên Satsuma (Tát Ma) và Chōshū (Trường Châu) lên án Mạc phủ kịch liệt nhất, đòi tuyệt giao với các nước Âu Mỹ và kích động dân chúng phải tập kích người ngoại quốc, hễ gặp đâu là đánh đuổi ngay. Chủ trương bài ngoại này góp phần không nhỏ trong việc nhân viên ngoại giao Mỹ bị hạ sát ở Edo (Giang Hộ) và mấy thương cuộc của Tây phương bị đập phá. Các nước Tây phương nhân đó đòi Mạc phủ phải trừng phạt kẻ phạm pháp và bồi thường thiệt hại, càng gây áp lực với Mạc phủ.
Vì biết được nhóm hậu thuẫn kích động bài ngoại là các phiên Satsuma (Tát Ma) và Chōshū (Trường Châu) nên năm 1863 tàu chiến của Anh tiến vào hải cảng Kagoshima của Satsuma bắn phá rồi rút đi. Tháng Tám năm 1864 thì cả bốn nước: Anh, Mỹ, Pháp, Hòa Lan hợp lực kéo vào Shimonoseki (Hạ Quan) vốn là cứ điểm của phiên Chōshū nã súng bắn phá liên hồi làm thiệt hại thành trì của phiên Chōshū, xong thì giong tàu ra khơi.
Cuộc tranh cường ở Kagoshima và Shimonoseki tỏ rõ thế lực bất cân đối giữa hai bên, khiến sĩ giới Nhật Bản phải thức tỉnh và công nhận địa vị tiên tiến của Âu Mỹ. Họ chợt hiểu rằng chủ trương Tôn hoàng nhương di", nhất là phần "nhương di" (đuổi rợ) không thực hiện được mà chỉ có một cách là canh tân để cứu lấy đất nước. Khẩu hiệu Tôn hoàng nhương di" từ đó biến mất và triều đình Nhật Bản năm 1867 thay đổi chính sách 180°, hăng hái tiếp thu kỹ thuật và học thuật Tây phương, thay vì chống chọi bác bỏ như trước.